# Amata sladeni
Amata sladeni är en fjärilsart som beskrevs av Moore 1871. Amata sladeni ingår i släktet Amata och familjen björnspinnare. Inga underarter finns listade i Catalogue of Life.

## Bildgalleri

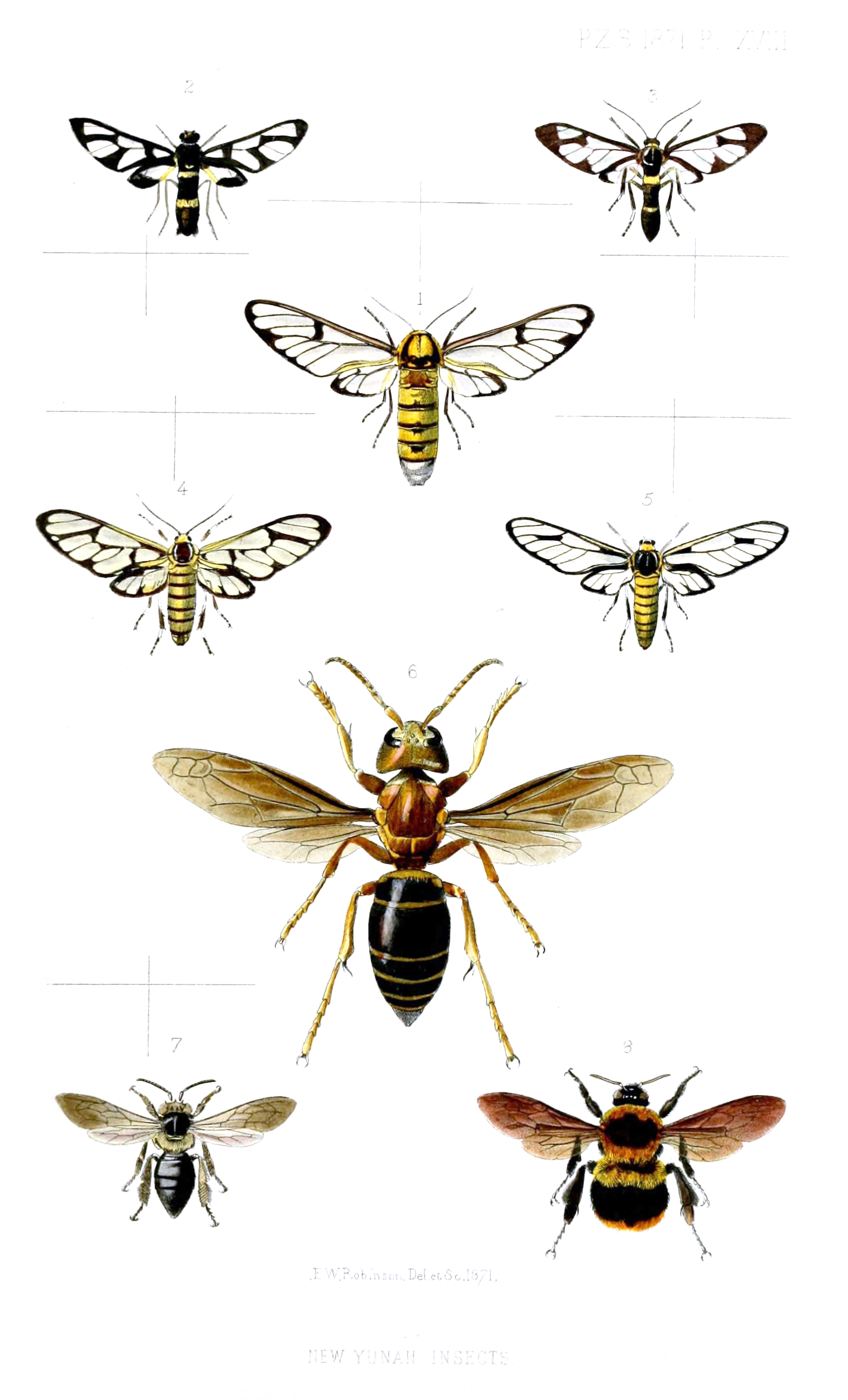